# الأكاديمية الكندية الملكية للفنون
الأكاديمية الكندية الملكية للفنون هي معهد يعنى بالشأن الفني في كندا، تأسست عام 1880.

## التاريخ

### 1880 حتى 1890
حصلت الأكاديمية على هذا الاسم «الأكاديمية الكندية الملكية للفنون» من فكتوريا ملكة المملكة المتحدة في 16 تموز (يوليو) 1880. وكان أول مدير لها السير جون دوغلاس ساذرلاند كامبيل، ماركيز لورن. أما رئيسها الأول فكان الرسام لوكيوس أوبرين.
أهداف الأكاديمية كما جاء في دستور المنظمة المنشور عام 1881 كانت ثلاثة:
- الأول - إنشاء معرض وطني في مقر الحكومة
- الثاني - عمل معارض في المدن الرئيسية
- الثالث - تأسيس مدراس للفن والتصميم

في نفس المنشور، تم وصف مستويين من العضوية: الأكاديميين والمنتسبين. لم تجمع الأكاديمية أكثر من أربعين أكاديمية في وقت واحد، في حين كان عدد المنتسبين غير محدود. كان على جميع الأكاديميين تقديم أمثلة على أعمالهم لمجموعة المعرض الوطني الكندي. كما سمح لهم بعرض المزيد من القطع في المعارض التي ترعاها الأكاديمية.
أقيم المعرض الافتتاحي في أوتاوا، وقد استُقدم أوائل الأكاديميين بما فيهم أول امرأة أكاديمية هي شارلوت شرايبر. على مدى السنوات العشر التالية، أقامت الأكاديمية معارض سنوية بالتعاون مع مجتمعات الفنانين الإقليمية. كانت المعارض في تورنتو مشروعاً مشتركاً بين الأكاديمية وجمعية تورنتو للفنانين، أما المعارض التي أقيمت في مونتريال فقد كانت بالشراكة مع جمعية الفنانين في مونتريال. كما أقيمت معارض في سانت جون ونيو برونزويك ونوفا سكوشا وهاليفاكس. أضيف المزيد من الأكاديميين والمنتسبين كل عام، حتى زاد عدد الأعضاء للضعف بحلول عام 1890. اختير الأعضاء من جميع مناطق البلاد، من المتحدثين بالإنجليزية والفرنسية. كان عدد الرجال يفوق عدد النساء، وقد صنّفت النساء العضوات كرسامات وليس مصممات أو معماريات.
عند انضمام أي أكاديمي جديد، عليه أن يتبرع بنموذج من أعماله للمعرض الوطني الكندي لتوسعة محتوياته. كان يخصص موقع مؤقت للمجموعة في مبنى مجاور للمحكمة العليا الكندية، وقد عيّن جون و. هـ. واتس كأول أمين له ليقوم بتنظيم المعروضات.
كان الهدف الثالث وهو شجيع تعليم الفن والتصميم في كندا الأكثر صعوبة نظراً للموارد المالية غير المتاحة.

### 1891 حتى الآن
انتخب رسام المناظر الطبيعية هومر واتسون كعضو مشارك، ثم حصل على عضوية كاملة ثم رئيساً للأكاديمية.
تم تكريم الأكاديمية في مئويتها بطابع بريد من فئة 35 سنت ذي ثلاثة ألوان. يشتمل الطابع على صورة لمباني البرلمان الكندي المركزية والنص «الأكاديمية الكندية الملكية للفنون، 1880-1980»، ووضع أيضاً عليه اسم توماس فولر، عضو الأكاديمية والمعماري الكندي  الذي صمم المبنى الأصلي.

## وصلات خارجية
- الموقع الرسمي للأكاديمية